# Уиндом, Уильям (актёр)
Уильям Уиндом (англ. William Windom; 28 сентября 1923 — 18 августа 2012) — американский актёр, наиболее известный ролью доктора Сета Хезлитта в телесериале «Она написала убийство».

## Биография
Уильям Уиндом родился в Нью-Йорке в 1923 году в семье архитектора Пола Уиндома и его супруги Изобель Уэллс и был назван в честь своего прадеда секретаря казначейства США Уильяма Уиндома. В годы Второй мировой войны он служил в рядах армии США в Европе в качестве десантника в 82-й воздушно-десантной дивизии.
Актёрский дебют Уиндома состоялся в 1949 году на американском телевидении, где в последующие шесть десятилетий своей карьера он был наиболее активен. На большом экране он появлялся не так часто, и запомнился своими ролями в фильмах «Убить пересмешника» (1962), «Час оружия» (1967), «Бегство с планеты обезьян» (1971), «Отзвуки лета» (1976) и «Чудо на 34-й улице» (1994). Среди телевизионных работ актёра самой звёздной его ролью стал доктор Сет Хезлитт в популярном детективном телесериале «Она написала убийство», где он появился в 53 эпизодах с 1985 по 1996 год. Помимо этого у Уиндома были примечательные роли в телесериалах «Мой мир и добро пожаловать в него», «Братья и сёстры», «Звёздный путь», «Родители», «Sonic the Hedgehog» и многих других.

## Награды
- «Эмми» 1970 — «Лучший актёр в комедийном телесериале» («Мой мир и добро пожаловать в него»)